# Ріддер
Риддер (каз. Риддер) — місто, адміністративний центр Риддерської міської адміністрації Східноказахстанської області Казахстану.
Місто розташоване в Рудному Алтаї, біля підніжжя Іванівського хребта, у верхній течії річки Ульба (притока Іртиша).

## Населення
Населення — 50500 осіб (2009; 56269 у 1999, 68706 у 1989).

## Історія
Місто засновано 1786 року і названо на честь гірничого офіцера Ріддера, що відкрив тут родовище поліметалевих руд і заклав рудник, названий пізніше Риддерським. У 1941-2002 роках місто називалось Леніногорськ.

## Господарство
Залізнична станція Леніногорськ. Риддер — кінцевий пункт автошляху європейського значення E40.
Центр видобутку і переробки поліметалічних руд (Леніногорський поліметалічний комбінат). Деревообробний завод, трикотажна і швейна фабрика.
Краєзнавчий музей. Алтайський ботанічний сад.